# 延胡索酸亚铁
延胡索酸亞鐵（英語：Iron(II) fumarate，亦称为富馬酸亞鐵、富血鐵、反丁烯二酸亞鐵）是延胡索酸對應的鐵的化合物，外觀為紅橙色粉末。過去曾作為膳食補充劑使用，用於補鐵。化學式為C4H2FeO4。純的延胡索酸亞鐵中，鐵的質量分數為32.87%，因此一片300 mg的延胡索酸亞鐵藥片含98.6 mg的鐵。